# San Marcos (Centro)
San Marcos es una localidad del municipio de Centro ubicado en la subregión centro del estado mexicano de Tabasco.

## Geografía
La localidad de San Marcos se sitúa en las coordenadas geográficas 18°01′32″N 92°59′36″O / 18.025556, -92.993333, a una elevación de 9 metros sobre el nivel del mar.

## Demografía
Según el Conteo de Población y Vivienda 2020, efectuado por el Instituto Nacional de Estadística y Geografía, la localidad de San Marcos tiene 71 habitantes, de los cuales 37 son del sexo masculino y 34 del sexo femenino. Su tasa de fecundidad es de 71 hijos por mujer y tiene 19 viviendas particulares habitadas.
| Gráfica de evolución demográfica de San Marcos entre 1990 y 2020 |
|                                                                  |
| INEGI.                                                           |